# Michael Marshall Smith
Michael Marshall Smith (* 3. Mai 1965 in Knutsford, Cheshire) ist ein englischer Roman- und Drehbuchautor.
Als kleines Kind zog er mit seinen Eltern zunächst nach Illinois, dann nach Florida, im Alter von 7 Jahren nach Südafrika, später nach Australien, um schließlich wieder nach England zurückzukehren. An der Cambridge University studierte er Philosophie und Politik. Bevor er in England mit Der zweite Schöpfer die Bestsellerlisten eroberte, gewann er für seinen innovativen ersten Roman Only Forward die Phillip K. Dick und August Derleth Awards. Bereits 1991 erhielt er den British Fantasy Award für seine Kurzgeschichte The Man Who Drew Cats, zusätzlich den Icarus als bester Newcomer. 1995 folgte der August Derleth Award für Stark, der Traumdetektiv, erneut erhielt er ihn 2010 für seine Kurzgeschichte What Happens When You Wake Up In The Night. Er lebt mit seiner Frau in London. Den British Fantasy Award erhielt er vier weitere Male: 1992 für The Dark Land, 1995 für Only Forward, 1996 für More Tomorrow und What Happens When You Wake Up in the Night, jeweils als beste Kurzgeschichte.

## Werke

### The Anomaly Files
- 1 The Anomaly, Grand Central Publishing, 2018, ISBN 978-1-5387-6185-4 (als Michael Rutger)
- 2 The Possession, Grand Central Publishing, 2019, ISBN 978-1-5387-6187-8 (als Michael Rutger)

### Straw Men
Als Michael Marshall.
- 1 The Straw Men, Jove Books, 2002, ISBN 0-515-13427-9
  - Der zweite Schöpfer, Droemer, 2006, Übersetzer Reinhard Tiffert, ISBN 3-426-19636-0
- 2 The Upright Man, Jove Books, 2004, ISBN 0-515-13638-7
  - Engel des Todes, Droemer, 2007, Übersetzer Reinhard Tiffert, ISBN 978-3-426-19637-3
- 3 Blood of Angels, HarperCollins (UK), 2005, ISBN 0-00-716396-7
  - Blutsbruder, Droemer, 2008, Übersetzer Reinhard Tiffert, ISBN 978-3-426-19731-8

### Weitere Romane
- Only Forward, HarperCollins (UK), 1994, ISBN 0-586-21774-6
  - Stark, der Traumdetektiv, Bastei Lübbe Science Fiction #24194, 1994, Übersetzer Bernhard Kempen, ISBN 3-404-24194-0
- Spares, HarperCollins (UK), 1996, ISBN 0-00-224656-2
  - Geklont, Rowohlt, 1998, Übersetzer Ulrike Becker und Claus Varrelmann, ISBN 3-498-06323-5
- One of Us, HarperCollins (UK), 1998, ISBN 0-00-225600-2
  - R.E.M., Rowohlt, 1999, Übersetzer Thomas Steger und Claus Varrelmann, ISBN 3-498-04400-1
- The Intruders, HarperCollins (UK), 2007, ISBN 0-00-720997-5
  - Die Eindringlinge, Knaur Taschenbuch-Verlag #50117, München, 2011, Übersetzer Reiner Pfleiderer, ISBN 978-3-426-50117-7
- The Servants, Earthling Publications, 2007, ISBN 0-9795054-0-2
- Bad Things, Harper (UK), 2009, ISBN 978-0-00-732397-5
- Killer Move, William Morrow, 2011, ISBN  978-0061434426
  - Killerspiel, Knaur, 2013, Übersetzer Eberhard Kreutzer, ISBN 978-3-426-50949-4
- We Are Here, Orion, 2013, ISBN 978-1-4091-3327-8
- Hannah Green and Her Unfeasibly Mundane Existence, Harper Voyager (UK), 2017, ISBN 978-0-00-823791-2

### Sammlungen
- What You Make It, HarperCollins (UK), 1999, ISBN
- More Tomorrow & Other Stories, Earthling Publications, 2003, ISBN 0-9744203-0-1
- The Gist, Subterranean Press, 2013, ISBN 978-1-59606-561-1 (mit Benoît Domis und Nicholas Royle)
- Everything You Need, Earthling Publications, 2013, ISBN 978-0-9838071-4-8